# 穐吉次代
穐吉 次代（あきよし つぐよ、1972年7月29日 -  ）は、日本の女優。横綱双葉山定次の孫。本名は穐吉 纓抄 (あきよし ようしょう)。

## 来歴
東京都墨田区生まれ。のち次代の父が祖父双葉山が建立した福岡県筑紫野市にある妙音教会を再興するため、家族とともに移る。福岡雙葉小学校、福岡雙葉中学校・高等学校を経て、立正大学仏教学部を卒業後、僧侶の資格を取得し、妙音教会の住職となる。その一方、細川たかし、川中美幸、中村美律子に師事し、舞台を中心に活動中。姉は宝塚歌劇団77期生の双葉美樹。
2024年に胸部食道癌（ステージⅢ）が見つかり、東京医科歯科大学病院に入院。摘出手術を受けた。

## 出演

### 舞台
- 「コルチャック先生」物乞いの母役
- 手話芝居「ボクのジイちゃん」伝道師・うさぎ役
- 「Kiss Me You～がんばったシンプー達へ～」長谷川スミ役
- 「人形佐七」
- 「出囃やし一代」
- 「高津さんのお恵み」
- 「幸せの行方」
- 「お登勢」
- 「たか女爛漫」
- 「天空の夢」
- 「弥次喜多旅うた浪漫記」おりん役、菊枝役
- 「母恋鴉」お小夜役
- 「唐人お吉」お国役
- 「うらめしや繁昌記」うめ吉役、お菊役
- 「めおと喧嘩ラプソディー」 さおり・千代葉役
- 「生きる　墨田公演」センター長
- 「お江戸みやげ」常磐津文字辰役
- 「深川浪花物語」愛子役
- 「遊女」雲井役
- 「夢の湯物語」亀ばあちゃん役
- 「北斎～画狂老人卍の聲～」
- 「MOTHER〜特攻の母　鳥濱トメ物語〜」菊井幸役
- 「告白」女将・千鶴役

### テレビ
- 「クイズ脳ベルSHOW」フジテレビ

## ディスコグラフィー

### シングル
- CDシングル
  - 「両国浪漫夢模様 / 双葉山おじいちゃまへ」（2015年9月2日)